# Američko hemijsko društvo
Američko hemijsko društvo (engl. American Chemical Society, ACS) je naučno društvo bazirano u Sjedinjenim Državama koje podržava naučna ispitivanja u polju hemije. Osnovano je 1876. na Njujorškom univerzitetu. ACS trenutno imac preko 158,000 članova na svim nivoima obrazovanja i u svim poljima hemije, hemijskog inženjerstva, i srodnih polja. Ono je po broju članova najveće svetsko naučno društvo. ACS je neprofitna organizacija. Njeno sedište je u Vašingtonu, a ima i znatnu koncentraciju osoblja u Kolambusu.
ACS je vodeći izvor naučnih informacija putem svojih recenziranih naučnih časopisa, nacionalnih konferencija, i Hemijskog apstraktnog servisa. Njegovo odeljenje za publikacije proizvodi 51 naučna časopisa uključujuči prestižni Journal of the American Chemical Society, kao i nedeljni profesionalni časopis Chemical & Engineering News. ACS održava nacionalne sastanke dva puta godišnje, koji pokrivaju kompletno polje hemije. Takođe se održavaju manje konferencije koje su koncentrisane na specifična hemijska polja ili geografiske regione. Primarni izvor prihoda ACS organizacije je Hemijski apstraktni servis, koji je globalni proizvođač hemijskih baza podataka.
Organizacija isto tako objavljuje udžbenike, upravlja procesom dodeljivanja nekoliko nacionalnih hemijskih nagrada, daje stipendije za naučna istraživanja, i podržava razne obrazovne i promotivne aktivnosti.

## Literatura
- Chemistry... Key to Better Living. Diamond Jubilee Volume: A Record of Chemical Progress During the First 75 Years of the American Chemical Society. American Chemical Society. 1951.
- Skolnik, Herman; Reese, Kenneth M., ур. (1976). A Century of chemistry: the role of chemists and the American Chemical Society. Washington, D.C.: American Chemical Society. ISBN 9780841203075.
- J. J. Bohning 2001. American Chemical Society Founded 1876. ACS, Washington, D.C.
- Reese, Kenneth M., ур. (2002). The American Chemical Society at 125: A recent history 1976-2001. American Chemical Society. ISBN 0-8412-3851-0.

## Spoljašne veze
- ACS website
- ACS Publications website
- Chemical & Engineering News
- ACS Chemical Abstracts Service (CAS)
- International Year of Chemistry
- A Cauldron Bubbles: PubChem and the American Chemical Society (Information Today, June 2005)
- ACS Chemical Biology WIKI
- ACS Chemical Biology Community